# Konak (Hakkari)

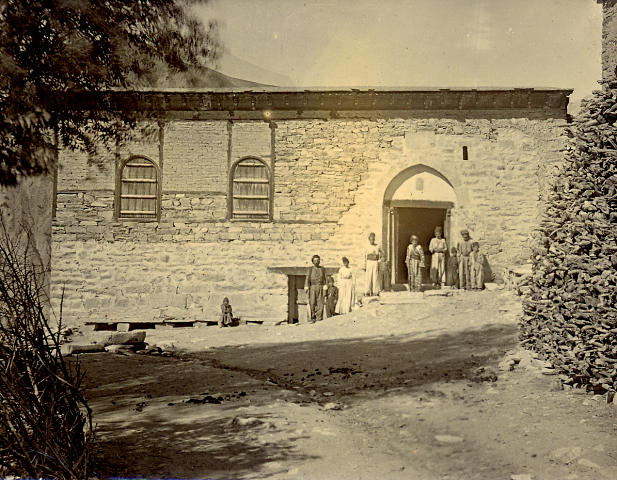
Mar Shalita, Kathedrale des Katholikos-Patriarchen in Qodchanis

Konak (früher Qodchanis oder Karakuş, auch Qudshanes, Qudshanis, Kochanes oder Koçanis) ist ein Dorf im Landkreis Hakkâri der gleichnamigen türkischen Provinz. Konak liegt etwa 20 km nordöstlich der Provinzhauptstadt Hakkâri. Konak hatte laut der letzten Volkszählung 38 Einwohner (Stand Ende Dezember 2009). Die Bevölkerung bestand bis zum Ersten Weltkrieg hauptsächlich aus christlichen Assyrern.

## Kirchengeschichte
Vom Ende des 17. Jahrhunderts bis zum Völkermord an den syrischen Christen 1915 residierte an diesem schwer zugänglichen Ort ein vom Papst in Rom unabhängiger Katholikos-Patriarch der ostsyrischen „Kirche des Ostens“, nämlich der Vertreter der jüngeren Linie („Patriarchat der Berge“). Sein Amtsname lautete durchgängig „Mar Shimun“. Zuletzt aus Qudshanis stammen Shimun XXI. (1918 auswärts von Simko Schikak getötet), Shimun XXII. und Shimun XXIII. (beide gestorben im Exil).

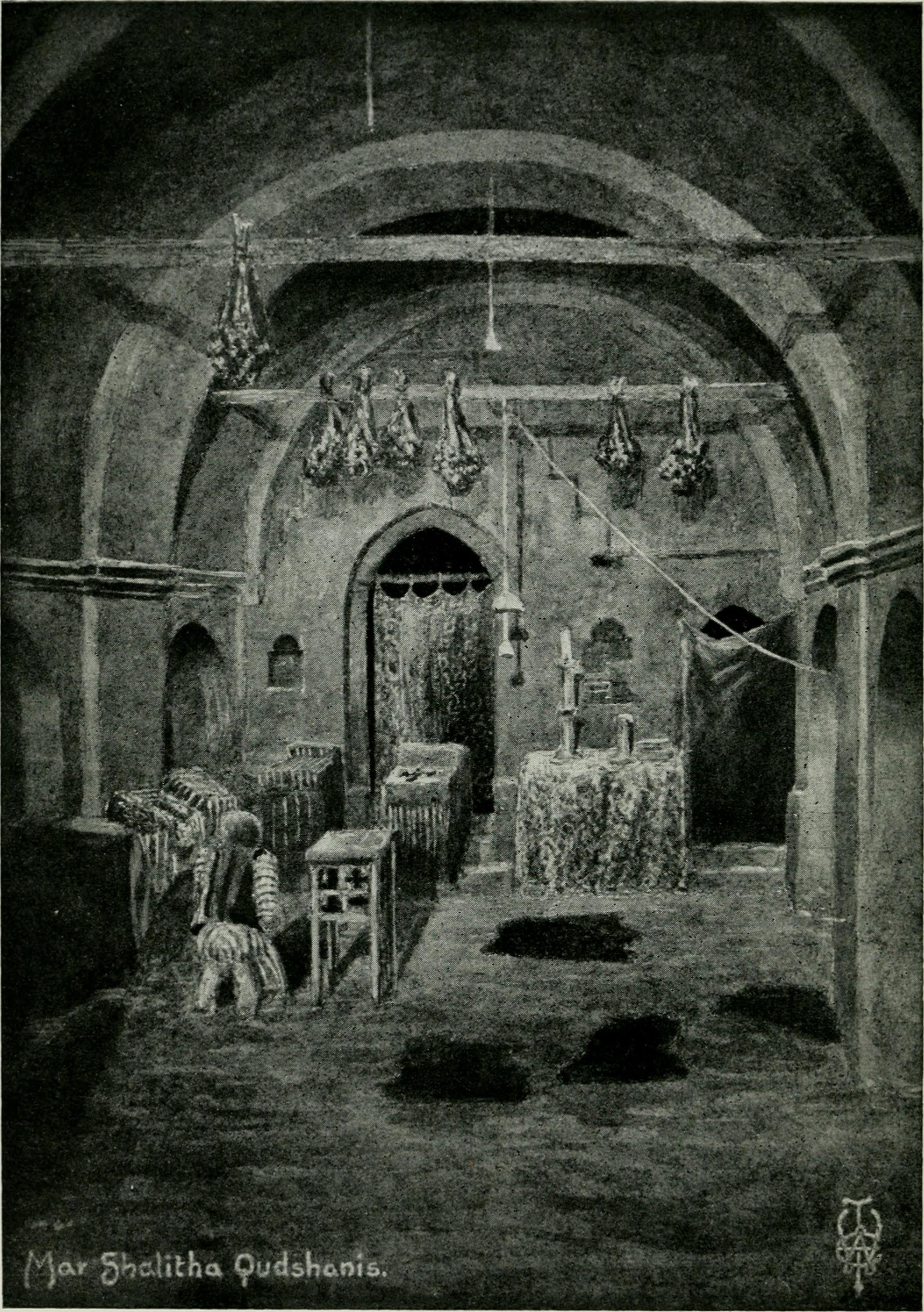
Innenansicht der Kathedrale Mar Shalita

Die Kirche Mar Shalita in Qudshanis diente als Rahmen der Pontifikalgottesdienste (Ostsyrischer Ritus) und auch als Grablege der Katholikoi bis zu Shimun XX. († 1903).
Von 1886 bis 1910 war mit William Henry Browne ein Vertreter der Anglikanischen Kirche in Qudshanis präsent.

## Patriarchalbibliothek
Die Büchersammlung des Patriarchats in Qudshanis fanden westliche Besucher enttäuschend. Sie umfasste nur etwa 60 Bände. Doch barg sie ein Werk von außerordentlicher Bedeutung: die einzige erhaltene alte Kopie des Liber Heraclidis des Nestorius aus dem 12. Jahrhundert. Die Handschrift (O) selbst ist inzwischen anscheinend vernichtet; verschollen ist auch eine 1889 für den in Urmia tätigen Amerikaner John H. Shedd († 1895) durch den einheimischen Priester Oshacna Sarau († um 1915) in Qudshanis gefertigte Abschrift (U). Diese diente ihrerseits um die Wende vom 19. zum 20. Jahrhundert als Grundlage von vier schließlich in Bibliotheken des Westens geratenen Kopien, darunter jener, die an Heinrich Goussen gelangte und sich heute in Straßburg befindet (Ms. 4119). Eine zweite Abschrift von O, die Paul Bedjan erwarb, ist gleichfalls verloren.
Zum Bestand in Qudshanis gehörte auch ein Exemplar der „Geschichte von Mar Yahballaha III. und Rabban Bar Sauma“. Eine eigenhändige Handschrift (Begräbnisrituale, v. J. 1765) des Katholikos-Patriarchen Shimun XV. (1740–1780) befindet sich heute in Sankt-Petersburg.